# Maurício nos Jogos Olímpicos de Verão de 2000
Maurício participou dos Jogos Olímpicos de Verão de 2000 em Sydney, Austrália.